# Touhfat Mouhtare
Touhfat Mouhtare, née à Moroni aux Comores en 1986, est une autrice comorienne.

## Biographie
Elle grandit entre son île des Comores et plusieurs pays d'Afrique. Sa langue maternelle est le comorien. Elle parle également l'arabe et le français. Elle vient en France pour ses études. Elle  est  diplômée en langues et civilisations anglophones et en communication des entreprises. Elle vit dans le Val d'Oise. Elle écrit en français. Elle s'intéresse aux arts, à la linguistique, et au patrimoine graphique des différentes cultures du monde. En 2023, elle est consultante en communication des entreprises et cofondatrice du blog Com digitale. Elle mène une thèse sur l'usage des systèmes numériques dans les sociétés à tradition dite orale.
Vert cru est son premier roman publié en 2018. Les thèmes principaux sont la transmission douloureuse de la mémoire, le conflit des générations et la volonté de sortir du silence.
Âmes suspendues est un recueil de nouvelles qui traite des questions de la transmission et de la condition des femmes aux Comores.
Le feu du milieu est un roman d'aventures et d'amour mettant en avant deux protagonistes féminines qui se libèrent de leur condition e  voyageant à travers l'espace, le temps, les genres. 

## Publications
- Vert cru, KomEdit, 2018
- Âmes sensibles, coelacanthe, 2012
- Le feu du milieu, Le bruit du monde, 2022

## Prix et distinctions
- Mention spéciale du prix du Livre insulaire au salon d’Ouessant 2018
- Prix Alain Spiess du deuxième roman 2022